# Anthem of the Sun
Anthem of the Sun är ett musikalbum av Grateful Dead som lanserades i juli 1968. Det var gruppens andra studioalbum. Albumet spelades in i New York sent 1967, och under olika tillfällen tidigt 1968. Albumet var det första Grateful Dead-album som trumslagaren Mickey Hart medverkade på. Det var även det första som keyboardisten Tom Constanten medverkade på och han sätter i hög grad prägel på skivan med collage-liknande keyboard och pianopartier. Han blev fullvärdig medlem i gruppen senare 1968.

## Kuriosa
1997 gjordes en dokumentär om inspelningen av albumet i serien Classic Albums.

## Låtlista
1. "That's It for the Other One" - 7:46
2. "New Potato Caboose" - 8:18
3. "Born Cross-Eyed" - 2:04
4. "Alligator" - 15:17
5. "Caution (Do Not Stop on Tracks)" - 5:32

## Listplaceringar
- Billboard 200, USA: #87[2]